# Monticole à doigts courts
Monticola brevipes
Espèce
Statut de conservation UICN

 LC  : Préoccupation mineure
Le Monticole à doigts courts (Monticola brevipes) est une espèce de passereaux de la famille des Muscicapidae.

## Description
Le monticole à doigts courts mesure 18 cm

## Répartition
Cet oiseau vit en Afrique du Sud, Angola, Botswana et Namibie.

## Habitat
Son habitat naturel est les savanes sèches, dans les parties rocheuses des espaces cultivés ou naturels. Le front du mâle est pâle, ce qui le différencie des Pretoriae. Le plumage de sa tête, de ses ailes et de son dos est gris et de son ventre orangé.